# آفتاب، علف، تن‌کامگی
آفتاب، علف، تن‌کامگی (چکی: Slunce, seno, erotika) یک فیلم کمدی به کارگردانی زدنیک تروشکا است که در سال ۱۹۹۱ منتشر شد. از بازیگران آن می‌توان به هلنا روژیچکووا، ییرژی لابوس، مارتین دیدار، اولدریخ کایزر، و ییژینا ییراسکووا اشاره کرد.